# Farley (Kentucky)
Farley es un lugar designado por el censo ubicado en el condado de McCracken en el estado estadounidense de Kentucky. En el Censo de 2010 tenía una población de 4701 habitantes y una densidad poblacional de 301,81 personas por km².

## Geografía
Farley se encuentra ubicado en las coordenadas 37°2′24″N 88°34′22″O / 37.04000, -88.57278. Según la Oficina del Censo de los Estados Unidos, Farley tiene una superficie total de 15.58 km², de la cual 15.29 km² corresponden a tierra firme y (1.83%) 0.28 km² es agua.

## Demografía
Según el censo de 2010, había 4701 personas residiendo en Farley. La densidad de población era de 301,81 hab./km². De los 4701 habitantes, Farley estaba compuesto por el 92.98% blancos, el 3.53% eran afroamericanos, el 0.36% eran amerindios, el 0.26% eran asiáticos, el 0% eran isleños del Pacífico, el 0.7% eran de otras razas y el 2.17% pertenecían a dos o más razas. Del total de la población el 2.15% eran hispanos o latinos de cualquier raza.